# Батиметричні карти

Батиметрична карта Чорного моря

Батиметри́чні ка́рти — (від грец. bathys — глибокий і грец. metreo — вимірюю), відображають підводний рельєф за допомогою ізобат спільно з відмітками глибин. На відміну від топографічних карт, де горизонталі відмічають висоту над рівнем моря, батиметричні карти демонструють глибину відносно рівня моря. Для наочності розрізнення глибин використовуються псевдокольори. Карти отримують за допомогою батиметричної зйомки із застосуванням гідролокаторів.

## Історія

### Стародавній Єгипет
Люди почали вимірювати глибини водойм ще в давнину, і перші згадки про такі методи сягають приблизно XIX століття до н. е. у Стародавньому Єгипті. На стінах гробниць є зображення мореплавців, які користувалися довгими тонкими жердинами для визначення глибини річок та інших водойм. Наприклад, на барельєфах у Дейр ель-Бахрі, створених за наказом цариці Хатшепсут у XVI столітті до н. е., можна побачити сцени, де єгиптяни вимірюють глибину Нілу та його дельти. Це дозволяло їм безпечніше подорожувати річковими шляхами, уникати мілин і прокладати маршрути для торгівлі та будівництва.

### Стародавня Греція
Приблизно через 1000 років після єгиптян, які вже досліджували глибини Нілу, у Стародавній Греції почали з’являтися перші письмові згадки та карти, що фіксували вимірювання глибин. Грецький історик Геродот описував випадок, коли мореплавці виміряли глибину біля гирла Нілу, яка становила 66 футів (приблизно 20 метрів). Під час цього процесу на поверхню піднімався жовтий мул, подібний до того, що залишався після щорічних розливів річки. 
Такі записи свідчать про те, що мореплавці дедалі більше розуміли особливості морського дна і намагалися досліджувати його глибини. Це стало важливим кроком у розвитку батиметрії та створенні перших карт, що відображали підводний рельєф.

### Ранньомодерний період
До цього часу батиметричні карти були досить рідкими, оскільки мореплавці продовжували використовувати важкі мотузки з свинцевими вантажами для вимірювання глибин і складання карт океану, що було доволі обмеженим методом.
Протягом 200 років після плавання Колумба до Америки прогрес у вивченні океанів та картографуванні глибин був мінімальним. Однак у 1647 році англійський картограф Роберт Дадлі опублікував свій атлас "Dell'Arcano del Mare" ("Таємниці моря"), який став важливим кроком вперед у морській картографії.
Цей атлас:  
- Використовував проєкцію Меркатора, що значно полегшувала навігацію.  
- Містив одні з перших друкованих позначень глибин на карті узбережжя Північної Америки.

## Батиметричні дослідження
Спочатку батиметрія полягала у вимірюванні глибин океану за допомогою лотової проміри (depth sounding).Ранні методи включали використання попередньо розміченого важкого каната або троса, який опускали за борт судна. Однак цей спосіб мав кілька недоліків:  
- Вимірювання проводилося лише в одній точці за раз, що робило процес малоефективним.  
- Результати могли бути неточними через рухи корабля та течії, які зміщували канат і спотворювали показники. Згодом були розроблені більш точні та швидкі методи картографування дна океану, що значно покращило точність батиметричних досліджень.